# Neomaso fluminensis
Espèce
Neomaso fluminensis est une espèce d'araignées aranéomorphes de la famille des Linyphiidae.

## Distribution
Cette espèce est endémique de la région des Lacs au Chili,. Elle se rencontre à Chaitén dans la province de Palena vers 500 m d'altitude.

## Description
Le mâle holotype mesure 2,1 mm dont 1,0 mm pour la carapace. La femelle est inconnue.

## Publication originale
- Millidge, 1991 : Further linyphiid spiders (Araneae) from South America. Bulletin of the American Museum of Natural History, no 205, p. 1-199 (texte intégral).